# القانون الدولي الإنساني

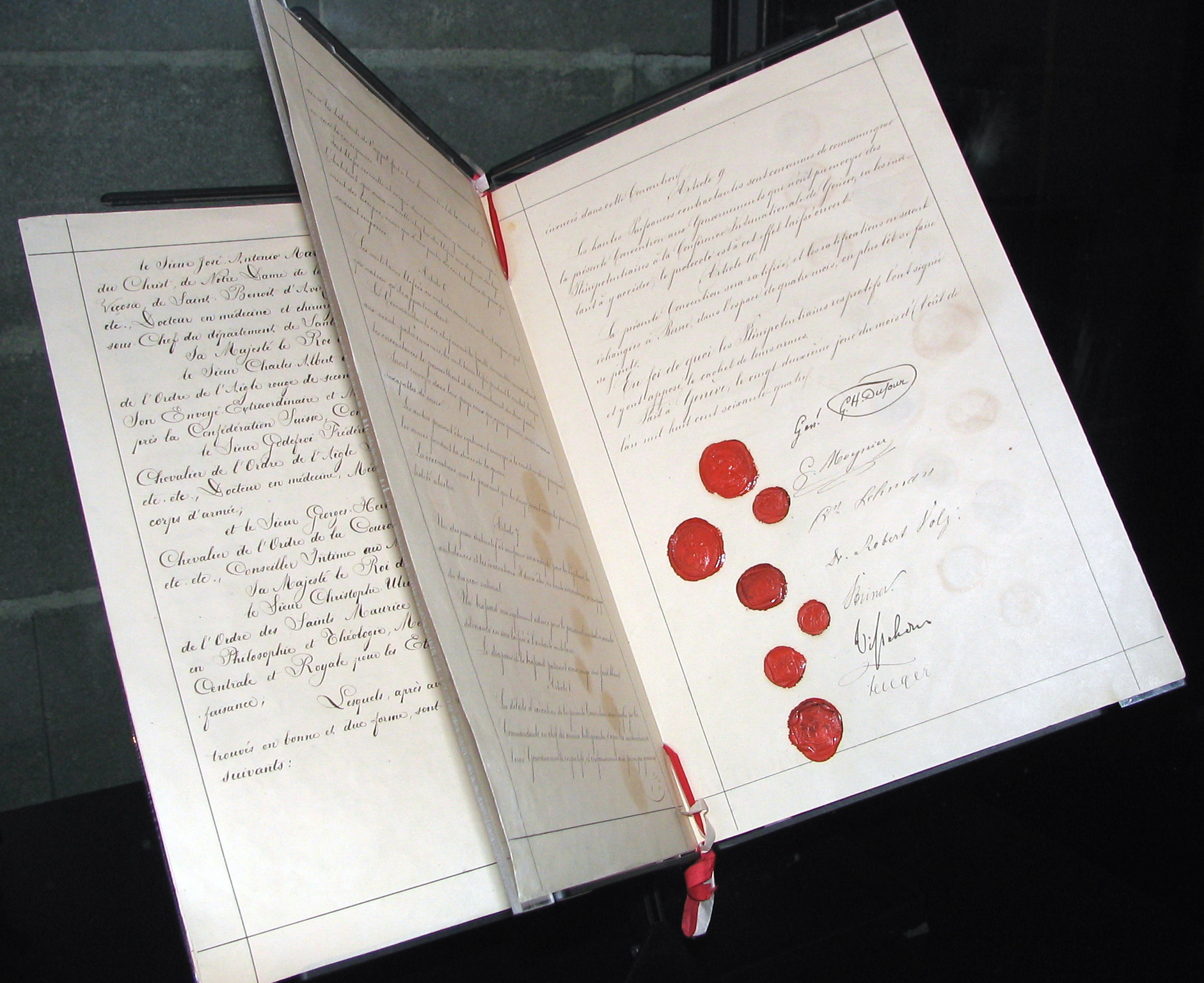

يعرف القانون الدولي الإنساني بالعديد من المسميات قبل أن تتمسك لجنة الصليب الأحمر الدولية بهذا المسمى حيث كان يعرف سابقاً بقانون الحرب؛ إلا أنه وبعد تحريم الحروب أصبح يطلق عليه مسميات أخرى مثل القانون الدولي الإنساني، وقانون النزاعات المسلحة، وقانون جنيف وذلك نسبة لمعاهدات جنيف الأربعة  ورغم تعدد تعريفات القانون الدولي الإنساني، إلا أنها -أي التعريفات- أجمعت على حقيقة واحدة مفادها؛ أن هدف هذا القانون هو حماية الأشخاص الذين يعانون من ويلات الحرب.
- تعرف اللجنة الدولية للصليب الأحمر القانون الدولي الإنساني بأنه: مجموعة القواعد الدولية الموضوعة بمقتضى معاهدات أو أعراف، والمخصصة بالتحديد لحل المشاكل ذات الصفة الإنسانية الناجمة مباشرة عن النزاعات المسلحة الدولية أو غير الدولية، والتي تحد –لاعتبارات إنسانية- من حق أطراف النزاع في اللجوء إلى ما يختارونه من أساليب أو وسائل للقتال، وتحمي الأشخاص والممتلكات".[2]
- يعرف القانون الدولي الإنساني بأنه «أحد فروع القانون الدولي العام، وهو مجموعة من القواعد الدولية، العرفية والمكتوبة، التي تهدف إلى حماية المحاربين والمدنيين أثناء النزاعات المسلحة، لاعتبارات إنسانية، وصيانة الأموال التي ليس لها علاقة مباشرة بالعمليات العسكرية.».[3]
- ويخلص إلى أن مجموعة القواعد القانونية، العرفية أو المكتوبة، التي تم التوصل إليها، بهدف حماية حقوق الإنسان، وحرياته الأساسية أثناء النزاعات المسلحة، أصبحت تسمى بالقانون الدولي الإنساني، الذي يتضمن في معناه الواسع النصوص القانونية الدولية كافة التي تؤمن الحماية للفرد وحقوقه.[4]

## الصكوك الأساسية للقانون الدولي الإنساني
وسواء أكنا بصدد نزاع مسلح دولي أو غير دولي فإن الإنسان ضحية هذا النزاع يحتاج إلى مساعدة وحماية إنسانية تكفلها قواعد القانون الدولي الإنساني، ولعل أهم هذه الصكوك هي:
| اسم الاتفاقية / البروتوكول                                                                 | التأريخ       | وصف الاتفاقية / البروتوكول |
| ------------------------------------------------------------------------------------------ | ------------- | --- |
| اتفاقية جنيف لتحسين حال الجرحى والمرضى بالقوات المسلحة في الميدان (اتفاقية جنيف الأولى)    | 12 أغسطس 1949 | تحمي هذه الاتفاقية المقاتلين الجرحى والمرضى بالاضافة للموظفين الذين يقدمون الرعاية لهم، وكذلك المباني التي يتم إيواؤهم فيها، والمعدات التي تشمل وسائل النقل المستخدمة لمصلحتهم، وهي تنظم استخدام شارة الصليب الأحمر والهلال الأحمر والأسد والشمس الأحمرين. |
| اتفاقية جنيف لتحسين حال الجرجى ومرضى وغرقى القوات المسلحة في البحار (اتفاقية جنيف الثانية) | 12 أغسطس 1949 | هذه الاتفاقية توسه نطاق الحماية ليشمل المقاتلين المنكوبين في البحار وتنظيم كيفية معاملتهم، حيث أنه بموجب معاهدة جنيف الأولى فإنها لا تشمل هذه الفئة. |
| اتفاقية جنيف بشأن معاملة أسرى الحرب (اتفاقية جنيف الثالثة)                                 |               | هذه الاتفاقية تحمي أفراد القوات المسلحة الذين يقعون في الأسر، تحدد هذه الاتفاقية حقوق السلطة التي تحتجز هؤلاء الأسرى بما في ذلك كيفية معاملتهم. |
| اتفاقية جنيف بشأن حماية الأشخاص المدنيين وقت الحرب (اتفاقية جنيف الرابعة)                  |               | هذه الاتفاقية جاءت لوضع النظم والقواعد التي تحمي السكان المدنيين، وبالأخص السكان المدنيين في الأراضي المحتلة والأشخاص المحرومين من حريتهم، ومسألة الاحتلال بصفة عامة.                                                                                      |
| البروتوكول الإضافي الأول المتعلق بحماية ضحايا المنازعات الدولية المسلحة                    | 8 يونيو 1977  | وهذا البروتوكول هو إضافة لإتفاقيات جنيف الأربعة، وهو يشمل ضمانات أساسية للأشخاص الذين لا ينخرطون في الأعمال العدائة أثناء نزاع مسلح دولي، ويضع قواعد لحماية المدنيين والأعيان المدنية والمنشآت الضرورية لبثاء المدنيين على قيد الحياة.                     |
| البروتوكول الإضافي الثاني المتعلق بحماية ضحايا المنازعات المسلحة غير الدولية               | 8 يونيو 1977  | وهذا البروتوكول هو إضافة لإتفاقيات جنيف الأربعة، وهو يشمل ضمانات أساسية للأشخاص الذين لا ينخرطون في الأعمال العدائية أثناء نزاع مسلح غير دولي، ويضع قواعد لحماية المدنيين والأعيان المدنية والمنشآت الضرورية لبقاء المدنيين على قيد الحياة.                |
| البروتوكول الإضافي الثالث بشأن اعتماد شارة مميزة اضافية                                    |               | وهذا البروتوكول هو إضافة لإتفاقية جنيف الأربعة، وهو يضيف الكريستالة الحمراء بوصفها من الشارات المميزة. |
| اتفاقية حقوق الطفل                                                                         |               | توسع المادة (38) نطاق حماية الأطفال في حالة النزاع المسلح، وتنص المادة (43) على إنشاء لجنة تتابع التقدم الذي تحرزه الدول الأطراف في استيفاء تنفيذ الالتزامات التي تعهدت بها في اتفاقية حقوق الطفل.                                                         |
| البروتوكول الاختياري لاتفاقية حقوق الطفل بشأن اشتراك الأطفال في المنازعات المسلحة          |               | وهذا البروتوكول هو إضافة لاتفاقية حقوق الطفل، ويتطلب من الدول الأطراف الامتناع عن تجنيد الأطفال قسراً دون سن ثماني عشرة سنة في قواتها المسلحة، وضمان أي فرد من أفراد قواتها المسلحة تحت سن ثماني عشرة سنة لا يشارك بشكل مباشر في الأعمال العدائية.          |
| الاتفاقية الدولية لحماية جميع الأشخاص من الاختفاء القسري                                   |               | تسعى هذه الاتفاقية بشكل عام لضمان ألا يصبح الأشخاص في عداد المفقودين، بما في ذلك في حالات النزاع المسلح |

| اسم المعاهدة                                                                                       | التأريخ                                    | وصف الاتفاقية |
| -------------------------------------------------------------------------------------------------- | ------------------------------------------ | --- |
| بروتوكول حظر الاستعمال الحربي للغازات الخانقة أو السامة أو ما شابههما وللوسائل البكتريولوجية       | 17 يونيو 1925                              | هذا البروتوكول يحظر استخدام الغازات الخانقة والسامة والغازات الاخرى، والسوائل والمواد والأجهزة التي لها هذه الطبيعة |
| اتفاقية حظر استحداث وإنتاج وتخزين الأسلحة البكتريولوجية (البيولوجية) والتكسينية وتدمير تلك الأسلحة | 10 أبريل 1972                              | هذه الاتفاقية تحظر استحداث العوامل الميكروبية والعوامل البيولوجية الأخرى والتكسينات التي ليس لها ما يبررها للأغراض الوقائعة أو الحمائية أو للأغراض السلمية الأخرى، وإنتاج هذه الوامل، وتخزينها، وحيازتها، والاحتفاظ بها.                                                                                   |
| اتفاقية حظر أو تقييد استعمال أسلحة تقليدية معينة                                                   | 10 أكتوبر 1980 عدلت في 21 ديسمبر 2001      | هذه الاتفاقية تحظر وتقيد استعمال أسلحة تقليدية معنية يمكن اعتبارها مفرطة الضرر أو عشوائية الأثر وهي تضع الإطار العام لهذا الحظر. |
| البروتوكول الأول بشأن الشظايا التي لا يمكن الكشف عنها                                              | 10 أكتوبر 1980                             | هذا البروتوكول ملحق باتفاقية حظر أو تقييد استعمال أسلحة تقليدية معينة، وهي تحظر الأسلحة التي تؤدي لإحداث جراح بشظايا لا يمكن الكشف عنها في جسم الإنسان بواسطة الأشعة السينية. |
| البروتوكول الثاني بشأن حظر أو تقييد استعمال الألغام والأشراك والنبائط الآخرى                       | 10 أكتوبر 1980، بصيغة معدلة في 3 مايو 1996 | هذا البروتوكول ملحق باتفاقية حظر أو تقييد استعمال أسلحة تقليدية معينة، وهو يحظر استعمال الألغام والأشراك والنبائط الأخرى ضد السكان المدنيين ويقيد استعمالها ضد الأهداف العسكرية، ويشمل بذلك هذا البروتوكول بنطاقة النزاعات الغير دولية.                                                                    |
| البروتوكول الثالث بشأن حظر أو تقييد استعمال الأسلحة المُحرقة                                        | 10 أكتوبر 1980                             | هذا البروتوكول ملحق باتفاقية حظر أو تقييد استعمال أسلحة تقليدية معينة، وهو يحظر استعمال الأسلحة المُحرقة ضد المدنيين والأعيان المدنية، ويقيد استعمالها ضد الأهداف العسكرية. |
| البروتوكول الرابع بشأن أسلحة الليزر المعمية                                                        | 13 أكتوبر 1995                             | هذا البروتوكول ملحق باتفاقية حظر أو تقييد استعمال أسلحة تقليدية معينة، وهو يحظر استعمال أسلحة الليزر المصممة تحديداً لإحداث عمى دائم. |
| البروتوكول الخامس بشأن المتفجرات من مخلفات الحرب                                                   | 28 نوفمبر 2003                             | هذا البروتوكول ملحق باتفاقية حظر أو تقييد استعمال أسلحة تقليدية معينة، ويضع الدول الأطراف والجهات الفاعلة من غير الدول مسؤولية عن المتفجرات من مخلفات الحرب في الأراضي الواقعة تحت سيطرتها، ويحث مستخدمي المفتجرات على تقديم المساعدة لتيسير وضع علامات على المتفجرات من مخلفات الحرب وإزالتها أو تدميرها. |
| اتفاقية حظر استحداث وإنتاج وتخزين واستعمال الأسلحة الكيميائية وتدمير تلك الاسلحة                   | 13 يناير 1997                              | بموجب هذه الاتفاقية يحظر استحداث الأسلحة الكيميائية وانتاجها وتخزينها واستعمالها. |
| اتفاقية حظر استعمال وتخزين وانتاج ونقل الألغام المضادة للأفراد وتدمير تلك الألغام                  | 18 سبتمبر 1997                             | تحظر الاتفاقية استخدام الألغام المضادة للأفراد وتخزينها وإنتاجها ونقلها. |
| اتفاقية بشأن الذخائر العنقودية                                                                     | 30 مايو 2008                               | وهي تحظر استخدام الذخائر العنقودية واستحداثها وإنتاجها وحيازتها وتخزينها والاحتفاظ بها ونقلها، وأي مساعدة على الانخراط في أنشطة تحظرها الأتفاقية. |
| معاهدة تجارة الأسلحة                                                                               | 2 فبراير 2013                              | وهي تنظم عمليات النقل الدولي للأسلحة التقليدية والذخائر والأجزاء والمكونات. |

| اسم المعاهدة                                                                                  | التأريخ        | وصف الاتفاقية |
| --------------------------------------------------------------------------------------------- | -------------- | --- |
| اتفاقية حماية الممتلكات الثقافية في حالة نزاع مسلح                                            | 14 مايو 1954   | وهذه الاتفاقية تحمي الممتلكات الثقافية بما في ذلك الأعمال ذات الأهمية المعمارية أو الفنية أو التاريخية وتنطبق هذه الأتفاقية كذلك على النزاعات غير الدولية      |
| البروتوكول الأول لاتفاقية لاهاي لعام 1954 الخاصة بحماية الممتلكات الثقافية في حالة نزاع مسلح  | 14 مايو 1954   | وهو يسعى إلى منع تصدير الممتلكات الثقافية من الأراضي المحتلة وضمان حماية هذه الممتلكات وإعادتها                                                                |
| البروتوكول الثاني لاتفاقية لاهاي لعام 1954 الخاصة بحماية الممتلكاث الثقافية في حالة نزاع مسلح | 26 مارس 1999   | ويوسع هذا البروتوكول نطاق القواعد التي تحمي الممتلكات الثقافية ويعزز آليات الإنقاذ وينطبق على النزاعات غير الدولية بجانب النزاعات الدولية                      |
| اتفاقية حظر استخدام تقنيات التغيير في البيئة لأغراض عسكرية أو لأية أغراض عدائية أخرى          | 10 ديسمبر 1976 | وهي تحظر استخدام تقنيات التغيير في البيئة أو التغييرات الجيوفيزيائية التي لها أثار واسعة النطاق أو أثار دائمة أو حادة لأغراض عسكرية أو الأغراض العدائية الأخرى |

## القانون الدولي الإنساني والأمم المتحدة
ولما كان الاختصاص الأصيل، والأهم، للأمم المتحدة هو حفظ السلم والأمن الدوليين، فإن للأجهزة التنفيذية في منظمة الأمم المتحدة دور هام في في تطبيق القانون الدولي الإنساني. وهذه الأجهزة الرئيسية للمنظمة وفقاً لنص المادة 7/1 من الميثاق هي: الجمعية العامة، ومجلس الأمن، والمجلس الاقتصادي، ومجلس الوصاية، ومحكمة العدل الدولية. وقد نصت الفقرة 2 من المادة أعلاه على جواز إنشاء ما يلزم من أجهزة أخرى إن تطلب الأمر. واستناداً على ذلك، ومع نهاية القرن العشرين، تمكن المجتمع الدولي من التوصل إلى صيغة مقبولة لنظام أساس للمحكمة الجنائية الدولية، لتسهم، إلى جانب التدابير والآليات الأخرى على المستويين الدولي والداخلي، في تلبية متطلبات الأمن الجماعي الدولي ككل، ومكافحة الجريمة الدولية وحفظ استقرار الأمن الدولي.
وعلى الرغم من كثرة العهود والمواثيق الدولية، الخاصة بقواعد القانون الدولي الإنساني، فلا بد أن نوضح أن الأمم المتحدة لم تتمكن حتى الآن من وضع آليات فاعلة ونشيطة لحمل كل الدول على تنفيذ تعهداتها بموجب المواثيق الدولية، أسوة بالعقوبات التي تفرضها القوانين الوطنية على المواطنين الذين ينتهكون القانون. كما أن الاعتبارات السياسية كثيراً ما عطلت أو أعاقت عمل أجهزة الأمم المتحدة والمحاكم الدولية.

## المؤتمر الدولي لحماية ضحايا الحرب 1993
"أقر المؤتمر الدولي السادس والعشرون للصليب الأحمر والهلال الأحمر (جنيف، 1995) في قراره رقم 1 التوصيات التي وضعها فريق خبراء حكومي دولي لترجمة الإعلان الختامي للمؤتمر الدولي لحماية ضحايا الحرب (جنيف، أغسطس/آب – سبتمبر/أيلول 1993) إلى مقترحات باتخاذ "تدابير ملموسة وفعالة" (1). وقد وجهت هذه التوصيات بالدرجة الأولى إلى الدول الأطراف في اتفاقيات جنيف، بما فيها الدولة الوديع لهذه الصكوك. بيد أن القرار المذكور دعا أيضا اللجنة الدولية للصليب الأحمر والاتحاد الدولي لجمعيات الصليب الأحمر والهلال الأحمر، والجمعيات الوطنية للصليب الأحمر والهلال الأحمر إلى العمل والإسهام في الجهد الرامي إلى تنفيذ القانون الدولي الإنساني بشكل أفضل، ولا سيما عن طريق منع حدوث الانتهاكات. 30-04-1996 مقال، المجلة الدولية للصليب الأحمر، العدد 311

## وصلات خارجية
- الحرب والقانون الدولي الإنساني
- اتفاقيات جنيف 1949 وبروتوكولاتها الإضافية
- ماهية القانون الدولي الإنساني
- القانون الدولي الإنساني العرفي
- المنتدى الافتراضي لاستكشاف القانون الإنساني